# Lake Stevens
Lake Stevens est une ville du comté de Snohomish dans l'État de Washington.
La population est de 28 069 habitants en 2010.